# Grit Boettcher
Grit Boettcher (* 10. August 1938 in Berlin-Spandau) ist eine deutsche Schauspielerin und Hörspielsprecherin. Bekannt wurde sie durch zahlreiche Rollen im Genre des Boulevardtheaters sowie ihrer Mitwirkung in über 110 Film- und Fernsehproduktionen, wie unter anderem ab 1977 als Partnerin von Harald Juhnke in der ZDF-Serie Ein verrücktes Paar.

## Leben
Grit Boettcher, Tochter eines Berufssoldaten, verbrachte ihre frühe Kindheit in Gablonz, von wo aus ihre Familie zum Kriegsende 1945 nach Berlin zurück flüchten musste. In ihrer Jugend erarbeitete sie sich als Balletttänzerin und Fotomodell ihre ersten Erfahrungen auf der Bühne und vor der Kamera.
1982 brachte Boettcher den Lebensratgeber Mein Buch. Mach ein Selbst aus Deinem Ich heraus. 1986 las sie im Münchner „Filmcafe“ aus ihren Gedichten, die sie unter dem Pseudonym Tirg Rechtteob (ihr Name rückwärts geschrieben) in der Zeit nach dem Tod ihres Mannes Wolfgang Belstler (1927–1969), verfasst hatte. Angeregt durch die Fernsehserie Hotel Paradies verfasste sie 1990 einen Reiseratgeber für Mallorca (Das neue Mallorca. Ein ganz persönlicher Reisebegleiter.). Im November 2018 veröffentlichte sie unter dem Titel Auf ein Lächeln: Erinnerungen ihre Autobiografie. Boettcher war zweimal verheiratet. Aus der zweiten Ehe mit dem Fernsehredakteur Wolfgang Belstler entstammen ein Sohn und die Tochter Nicole Belstler-Boettcher (* 1963), die ebenfalls den Schauspielberuf ergriff.

## Werdegang

### Ausbildung und Theater
Ihre Schauspielausbildung absolvierte Boettcher bei der UFA-Nachwuchsschule, nachdem Regisseur Rolf Thiele ihr schauspielerisches Talent bei den Modelvorführungen bemerkt hatte. Für ihre erste Bühnenrolle wurde sie von Viktor de Kowa in dem Stück Ehekarussell engagiert und ging anschließend nach Wien an das Theater in der Josefstadt.
Neben Gastspielen an verschiedenen Bühnen war Boettcher vor allem in der Komödie am Kurfürstendamm in Berlin sowie der Kleinen Komödie in München präsent. Einige Stücke spielte sie im Verlauf ihrer Karriere immer wieder, so zum Beispiel Ingeborg von Curt Goetz (1961, 1978, 1979) oder Die Kaktusblüte von Neil Simon (1966, 1991). Für die Inszenierung Bleib, wie du bist von Peter Yeldham in München fungierte sie 1987 erstmals als Theaterregisseurin und übernahm in dem Stück auch die Hauptrolle.

### Film, Fernsehen und Hörspiel
1958 gab Boettcher im Alter von 20 Jahren als Renate Römer an der Seite von Götz George und O. E. Hasse in dem Filmdrama Solange das Herz schlägt ihr Filmdebüt. Nach kleineren Nebenrollen wie in Die Fastnachtsbeichte (1960) wurde sie in mehreren Hauptrollen besetzt, u. a. 1962 in Er kann’s nicht lassen neben Heinz Rühmann oder in den Edgar-Wallace-Filmen Der schwarze Abt und Der Mönch mit der Peitsche an der Seite von Joachim Fuchsberger. 1974 war sie als Frau Casparius in der Komödie Drei Männer im Schnee, einer Verfilmung des gleichnamigen Romans von Erich Kästner, in einer ihrer letzten größeren Rollen auf der Kinoleinwand zu sehen.
Mit der Verbreitung des Fernsehens in den 1960er Jahren erhielt Boettcher zunehmend Angebote für Fernsehproduktionen. Ihrer ersten Hauptrolle der resoluten Georgie an der Seite von Erik Schumann in der 13-teiligen ZDF-Familienserie So ein süßes kleines Biest im Jahr 1964 folgten einige Fernsehfilme. Den Höhepunkt ihrer Karriere erlebte Boettcher in den Jahren ab 1977, in denen sie als Partnerin von Harald Juhnke in der Comedyserie Ein verrücktes Paar einem breiten Publikum bekannt wurde. 1980 wurde sie mit dem Fernsehpreis Goldene Kamera ausgezeichnet. 1981 drehte sie mit Peer Augustinski die Fernsehkomödie Zwei Männer zum Frühstück und 1983 mit Harald Juhnke Der Mustergatte.
In den 1990er Jahren nahm die Zahl ihrer Rollen und Auftritte ab; ihre im Juli 1991 gestartete eigene Sendung Spaß mit Grit wurde nach nur vier Ausgaben wieder eingestellt. Hauptrollen übernahm sie in dieser Zeit als Hoteleigentümerin Lisa Lindemann in Wolfgang Rademanns Familienserie Hotel Paradies (1990) und als Änderungsschneiderin Hilde Sonntag in Immer wieder Sonntag von 1993 bis 1996. 2004 spielte sie als Kellnerin Mrs. Nora in einer Nebenrolle in Tobi Baumanns Filmkomödie Der Wixxer, die die Edgar-Wallace-Filme parodiert. Im März 2006 war sie in der Auftaktfolge Rotkäppchen – Wege zum Glück der ProSieben-Märchenstunde an der Seite von Julia Stinshoff und Michael Kessler in einer komödiantischen Rolle als alkoholabhängige Großmutter Rotkäppchens zu sehen. 2010 war sie in der ZDF-Telenovela Alisa – Folge deinem Herzen zu sehen. Nach der Umbenennung der Telenovela zu Hanna – Folge deinem Herzen spielte sie weiter in derselben Rolle als Gitti Sommer bis zur Einstellung der Serie im September 2010. 2012 übernahm sie an der Seite von Birge Schade und Götz Schubert die Rolle der Thea in Dirk Regels Fernsehkomödie Mensch Mama!. In der Verwechslungskomödie Kaiserschmarrn spielte sie 2013 die Oma Heidrun. Unter der Regie von Simon Verhoeven war sie 2020 in der Filmkomödie Nightlife in einer Nebenrolle als Hilde auf der Kinoleinwand zu sehen. Parallel übernimmt sie regelmäßig Gastrollen in Fernsehserien und -reihen wie In aller Freundschaft, Rosa Roth, Um Himmels Willen, Kreuzfahrt ins Glück, Das Traumschiff und WaPo Bodensee.
Daneben war Boettcher ab 1968 bis in die späten 1980er Jahre als Hörspielsprecherin aktiv, wie Mitte/Ende der 1970er Jahre in mehrern Folgen der Hörspiele von Rolf und Alexandra Beckers Dickie Dick Dickens & Co. unter der Regie von Peter M. Preissler.

## Filmografie

### Kino
- 1958: Solange das Herz schlägt
- 1959: Zwölf Mädchen und ein Mann
- 1959: Gitarren klingen leise durch die Nacht
- 1960: Die Fastnachtsbeichte
- 1960: Himmel, Amor und Zwirn
- 1960: Der Teufel hat gut lachen
- 1961: Freddy und der Millionär
- 1962: Er kann’s nicht lassen
- 1962: Liebling, ich muß dich erschießen
- 1963: Liebe will gelernt sein
- 1963: Der schwarze Abt
- 1965: Der Spion, der in die Hölle ging (Corrida pour un espion)
- 1967: Der Mönch mit der Peitsche
- 1968: Der Tod im roten Jaguar
- 1968: Sommersprossen
- 1970: Der scharfe Heinrich
- 1974: Drei Männer im Schnee
- 2004: Der WiXXer
- 2012: Unter Frauen
- 2013: Kaiserschmarrn
- 2020: Nightlife

### Fernsehen

#### Fernsehfilme
- 1966: Spätere Heirat erwünscht
- 1966: Die Gentlemen bitten zur Kasse (Dreiteiler)
- 1967: Siedlung Arkadien
- 1968: Der Mann, der keinen Mord beging (Mehrteiler)
- 1969: Bitte recht freundlich, es wird geschossen (Zweiteiler)
- 1971: Ball im Savoy
- 1973: Bleib wie du bist
- 1979: Noch ’ne Oper
- 1986: Wasser für die Blumen
- 1987: Höchste Eisenbahn
- 1990: Das Gelächter des Suppenhuhns
- 2006: Das Schneckenhaus
- 2006: Unser Kindermädchen ist ein Millionär
- 2008: Kleine Lüge für die Liebe
- 2010: Ein Fall für Fingerhut
- 2012: Mensch Mama!
- 2013: Helden – Wenn dein Land dich braucht
- 2017: Nackt. Das Netz vergisst nie.

#### Fernsehserien und -reihen
- 1961: Stahlnetz: Saison
- 1963: Meine Frau Susanne (Folge Das Fotomodell)
- 1964: Das Kriminalmuseum (Folge Der Schlüssel)
- 1964: Slim Callaghan greift ein (Folge Die Erbschaft)
- 1966: Die fünfte Kolonne (Folge Ein Auftrag für …)
- 1972: Der Kommissar (Folge Überlegungen eines Mörders)
- 1977–1980: Ein verrücktes Paar (10 Folgen)
- 1986: Das Traumschiff: Thailand
- 1986: Ich heirate eine Familie (Folge Neuigkeiten)
- 1987–1990: Wartesaal zum kleinen Glück (2 Staffeln / 37 Folgen)
- 1988: Die Schwarzwaldklinik (Folge Wie du mir, so ich dir)
- 1990: Hotel Paradies (27 Folgen)
- 1993–1996: Immer wieder Sonntag (31 Folgen)
- 2001: Unser Charly (Folge Nichts läuft ohne Charly)
- 2003: Das Traumschiff: Südsee
- 2006: Die ProSieben Märchenstunde (Folge Rotkäppchen – Wege zum Glück)
- 2005–2008: Fünf Sterne (27 Folgen)
- 2007: Das Traumschiff: Shanghai
- 2007: Im Tal der wilden Rosen – Liebe im Schatten des Zweifels
- 2007–2008: Ein Fall für Nadja (6 Folgen)
- 2010: Ein Haus voller Töchter (4 Folgen)
- 2010: SOKO Stuttgart (Folge Entmündigt)
- 2010: Hanna – Folge deinem Herzen (79 Folgen; zuvor Alisa – Folge deinem Herzen)
- 2011: In aller Freundschaft (Folge Erwachen)
- 2012: Um Himmels Willen (Folge Gott oder die Welt)
- 2013: Heldt (Folge Totalschaden)
- 2013: Rosa Roth – Der Schuss
- 2015: Kreuzfahrt ins Glück – Hochzeitsreise nach Montenegro
- 2016: Kreuzfahrt ins Glück – Hochzeitsreise an die Loire
- 2016: Das Traumschiff – Kuba
- 2017: Um Himmels Willen (Folge Alles oder nichts)
- 2018: WaPo Bodensee (Folge Alte Liebe)
- 2018: Bettys Diagnose (Folge Neues Leben)
- 2019: Frühling – Sand unter den Füßen
- 2019, 2020: Kreuzfahrt ins Glück – Hochzeitsreise in die Normandie, Hochzeitsreise nach Menorca

## Hörspiele
- 1968: Ephraim Kishon: Zieh den Stecker raus, das Wasser kocht – Regie: Wolfgang Spier
- 1973: Peter Terson: Die Angelpartie – Regie: Horst Loebe
- 1973: Alan Plater: Fred – Regie: Alexander Malachovsky
- 1974: Avery Hopwood: Seinerzeit ausverkauft (Reihe): Der Mustergatte – Regie: Heinz-Günter Stamm
- 1974: Ursula Wölfel: Siebenundzwanzig Suppengeschichten – Regie: Heinz-Günter Stamm
- 1975: John Murray: Und abends in die Komödie (Reihe): Taxifahrt – Regie: Heinz-Günter Stamm
- 1975: Herbert Rosendorfer: Rondo Mortale – Regie: Otto Kurth
- 1976: Rolf und Alexandra Becker: Dickie Dick Dickens & Co. (5. Staffel: 1. Folge: Die Begegnung) – Regie: Peter M. Preissler
- 1976: Rolf und Alexandra Becker: Dickie Dick Dickens & Co. (3. Folge: Was ist los mit der Emmerich-Hütte?) – Regie: Peter M. Preissler
- 1976: Rolf und Alexandra Becker: Dickie Dick Dickens & Co. (4. Folge: Das Geschmeide der Kaiserin) – Regie: Peter M. Preissler
- 1976: Rolf und Alexandra Becker: Dickie Dick Dickens & Co. (6. Folge: Die Delegation aus Hongkong) – Regie: Peter M. Preissler
- 1977: Curt Goetz: Seinerzeit ausverkauft (Reihe): Das Haus in Montevideo – Regie: Heinz-Günter Stamm
- 1977: Georg Lohmeier: Übergang oder Die Geduld – Regie: Hellmuth Kirchammer
- 1986: Franz R. Miller: Fin Gai Gai. Ein Hörspiel um Tiere, Käuze und einen Kobold – Regie: Alexander Malachovsky

## Autobiografie
- Grit Boettcher, Renate Schramm: Auf ein Lächeln: Erinnerungen. Verlag Eden Books, Berlin 2018, ISBN 978-3-95910-201-8.